# Francesco Nenci

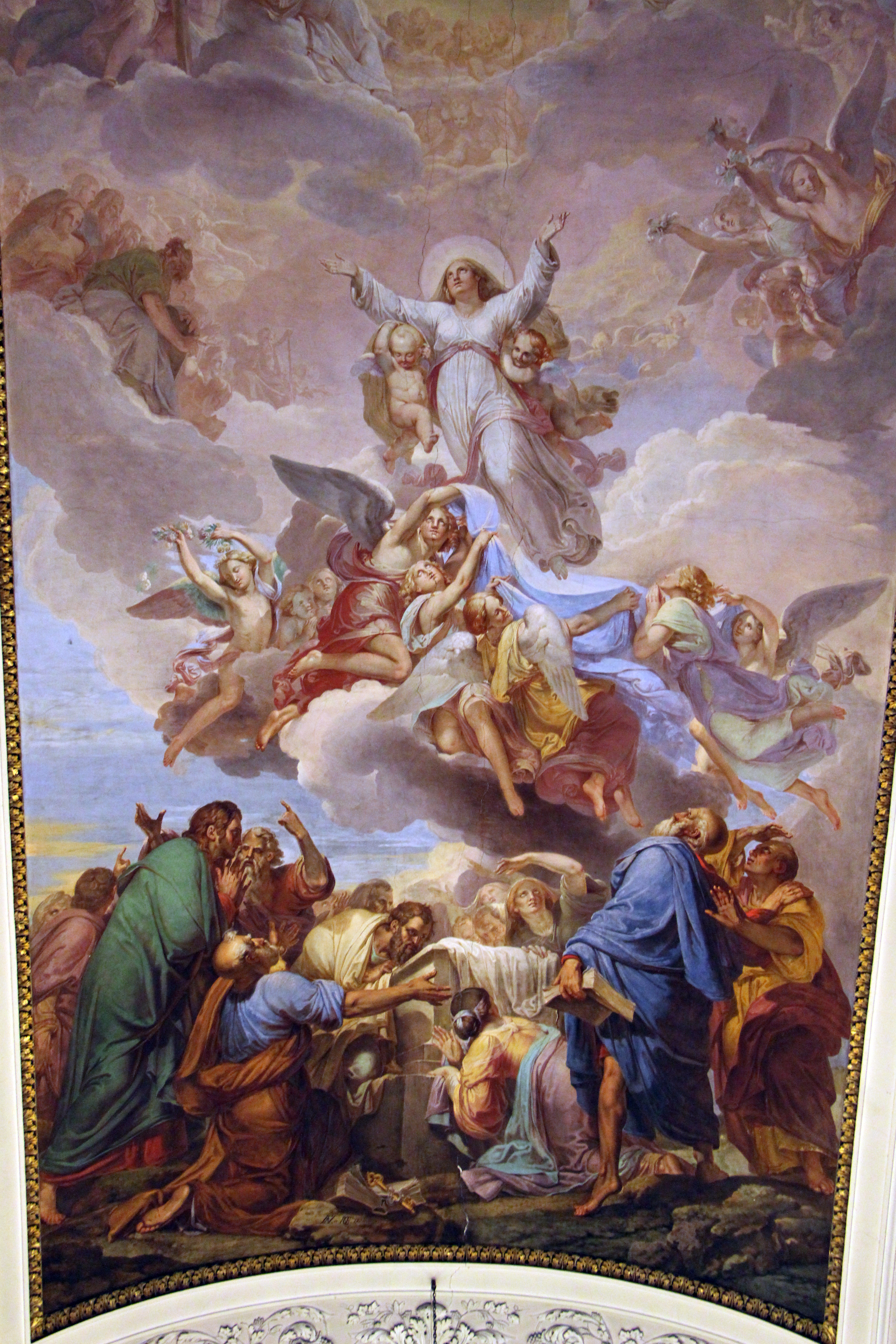
Assunzione della Vergine (1823), Florenz

Francesco Nenci (* 10. April 1781 in Anghiari; † 4. März 1850 in Siena) war ein italienischer Maler.

## Leben
Seine Eltern waren Sigismondo Nenci und Maria Matassi, sie arbeiteten als Kaufleute. Seine Ausbildung erhielt er zuerst ab 1795 in Città di Castello bei Tommaso Conca, dann ab 1797 in der Accademia di belle arti in Florenz. Hier war unter anderem Pietro Benvenuti sein Lehrmeister. Von 1812 bis 1813 hielt er sich in Rom auf. Ab 1816 war er dort Mitglied der Accademia di San Luca. 1827 wurde er Direktor der Accademia in Siena.

## Werke (Auswahl)
- Asciano, Museo Cassioli: Pittura senese dell’Ottocento, Saal 1: Sacra famiglia[2]
- Florenz, Accademia delle Arti del Disegno: Edipo sciolto dai lacci da un pastore, 1817 entstanden.
- Florenz, Palazzo Pitti: Fresken im Sala di Ulisse (1833).
- Florenz, Villa Medici Poggio Imperiale, Cappella della Santissima Annunziata: Assunzione della Vergine (1823)
- Siena, Palazzo Salimbeni, Sala del Palio: Passeggiata storica del Palio del 18 agosto 1833, (auch Il corteo storico delle contrade nel Campo di Siena in occasione del Palio corso  per la venuta di Ferdinando III granduca di Toscana il 18 e il 19 agosto 1818), 1849 entstanden, 90 × 137 cm, Öl auf Leinwand.[3]